# Songs by Ricky
Songs by Ricky – muzyczny album amerykańskiego piosenkarza Ricky’ego Nelsona wydany w roku 1959 przez wytwórnię Imperial Records.
Album został wydany ponownie na płytę CD w 2012 roku z dodatkowymi utworami bonusowymi.

## Utwory
| A1 | You'll Never Know What You're Missin' | 2:30 |
| A2 | That’s All                            | 2:01 |
| A3 | Just A Little Too Much                | 2:10 |
| A4 | One Minute To One                     | 2:02 |
| A5 | Half Breed                            | 2:03 |
| A6 | You're So Fine                        | 2:22 |
| B1 | Don't Leave Me                        | 2:16 |
| B2 | Sweeter Than You                      | 2:17 |
| B3 | A Long Vacation                       | 2:08 |
| B4 | So Long                               | 1:57 |
| B5 | Blood From A Stone                    | 2:17 |
| B6 | I've Been Thinkin'                    | 2:03 |